# 胡宝珍 (冰球运动员)
胡宝珍,（1994年9月24日—），是美国冰球运动员和中國國家女子冰球隊成员。 出生于美国明尼苏达州普利茅斯。有华人血统。身高172厘米（5英尺8英寸）体重69 公斤（152磅）。
她于2017年至2019年在加拿大女子冰球联赛(CWHL) 和2019年至2022年在俄罗斯冰球联赛(ZhHL) 效力于深圳昆仑鸿星。
吴宇森代表中国参加了2022年北京冬奥会女子冰球比赛。

## 球员生涯
在明尼阿波利斯郊区西部边缘的明尼苏达州普利茅斯出生并长大。她就读于Maple Grove高中，并在明尼苏达州高中联赛(MSHSL)的Maple Grove Crimson女子校队AA队打了四年球。作为一名高中冰球运动员，她曾两次入选西北郊区协会，大四时被评为明尼苏达州全州荣誉奖。

### 美国大学体育协会
她的大学冰球生涯是在2013年至2017年期间参加NCAA 一级ECAC协会的棕熊队。她参加了大一、大二和大三的所有29场比赛，并被任命为队长。仅参加了五场比赛后就遭遇伤病赛季结束。作为2015-16赛季大三学生队的头号得分手，她在29场比赛中攻入6球（包括5个强力进球）和9次助攻，得到15分。

### 专业
2017年，加拿大女子冰球联盟（CWHL）宣布与中国冰球协会合作成立两支新的中国球队昆仑鸿星万科阳光和昆仑红星以提高中国女子冰球的水平。在2022年冬奥会之前，中国国家队获得了东道主代表队的席位。美国和加拿大的“世袭球员”——在当时，至少需要一名中国出生的祖父母——被新球队寻找，因为他们有可能在未来代表中国国家队出战。
她作为有血统球员被招募，最终在昆仑红星的2017年CWHL选秀中以第48顺位被选中。她与队友王玉婷一起作为两名有血统球员之一签约昆仑红星2017-18CWHL赛季的首发名单，并被任命为球队的“体育大使”之一，这些球员被选为指导中国队友。
在2018-19CWHL赛季之前，退出了与万科阳光合并并成为深圳昆仑鸿星万科阳光的球队。与她的新秀赛季一样，她打满了全部28场比赛并打进了3个进球，尽管她的3个助攻低于她之前的7个。
继2019年加拿大女子冰球联盟解散以及万科阳光转会至ZhHL之后，胡宝珍从冰球运动中退了一步，专注于她的科学事业。在俄罗斯联赛的前两个赛季，她偶尔与球队一起出场，参加了2019-20 赛季的四场常规赛和2021年ZhHL杯决赛。
她在2021-22赛季完全重新加入球队，在奥运会休息前的21场比赛中打进5球和7次助攻，得到12分。

### 个人生活
她拥有布朗大学工程学院生物医学工程中心的生物医学工程理学学士学位(2017)和理学硕士学位(2020) 。她的硕士论文是“使用光学相干断层扫描对3D 球状体中破坏性试剂的细胞活力反应进行无标记功能成像”。
在常青藤院校布朗大学，是生物医学工程专业，大四时参加了学校实验室的研究项目，通过最先进的显微成像技术对癫痫、阿兹海默症以及其它多种病症进行分析。
在布朗大学前三个赛季打满所有比赛，获34分，是2015-2016赛季球队最佳得分手，2016-2017赛季担任校队队长。加入深圳昆仑鸿星冰球俱乐部，为球队拿下了2017/18赛季加拿大女子冰球联赛亚军，2019/20赛季俄罗斯女子冰球联赛总冠军。

## 链接
- 職業統計和球員消息來自 Eliteprospects.com，或 Eurohockey.com，或 The Internet Hockey Database
- Hu Baozhen在Olympedia的个人资料和比赛数据